# 北九州チャンピオンズカップ国際車いすバスケットボール大会
北九州チャンピオンズカップ国際車いすバスケットボール大会（きたきゅうしゅうチャンピオンズカップこくさいくるまいすバスケットボールたいかい、英称： International Wheelchair Basketball Tournament Kitakyushu Champions' Cup）は2003年（平成15年）から毎年10月頃に福岡県北九州市の北九州市立総合体育館で開催される車いすバスケットボールの国際大会である。

## 概要
2002年（平成14年）8月、第8回世界車椅子バスケットボール選手権大会（4年に1回世界各地で開催、第8回大会の通称は「北九州ゴールドカップ」）が北九州市で開催されたことを記念して、翌2003年（平成15年）に創設、第1回大会が開催され、以来毎年開催されている。日本国外からの招待チームは2～3チーム。当初はナショナルチームの大会だったが、2006年（平成18年）の第4回大会よりクラブチームチャンピオン世界一決定戦となっている。
なお、全日本ブロック選抜車いすバスケットボール選手権大会および北九州市小学生車いすバスケットボール大会が同時に開催されている。
また、「北九州チャンピオンズカップポスターコンテスト」が毎年大会前に行なわれており、わたせせいぞうによる最終審査の結果、最優秀賞に選ばれた作品が、その年の大会ポスターに採用される。

## 主催
- 北九州市
- 日本車いすバスケットボール連盟
- 北九州市障害者スポーツ協会
- 社会福祉法人北九州市福祉事業団

## 結果
過去の試合結果については、公式サイト 過去の試合結果参照。
| 開催年 | 優勝チーム             |
| ------ | ---------------------- |
| 2003   | オーストラリア         |
| 2004   | 日本                   |
| 2005   | オーストラリア         |
| 2006   | チームオンタリオ       |
| 2007   | パース・ウィルキャッツ |
| 2008   | ガラタサライ           |
| 2009   | ガラタサライ           |
| 2010   | RSVランディル          |
| 2011   | ガラタサライ           |
| 2012   | ガラタサライ           |
| 2013   | オーストラリア         |
| 2014   | 日本                   |
| 2015   | イギリス               |
| 2016   | 日本                   |
| 2017   | 日本                   |
| 2018   | オランダ               |
| 2019   | 日本                   |
| 2020   | 中止                   |
| 2021   | 中止                   |